# John Muldoon (rugbista statunitense)
John Muldoon (Ione, 2 marzo 1896 – Napa, 2 gennaio 1944) è stato un rugbista a 15 statunitense, vincitore della medaglia d'oro a Anversa 1920.
Era stato selezionato anche per la successiva edizione di Parigi 1924, ma non giocò nessun incontro. Il CIO non lo considera tra i vincitori di quella medaglia d'oro.

## Palmarès
- - Anversa 1920